# Makszim Szergejevics Kanunnyikov
Makszim Szergejevics Kanunnyikov (oroszul: Макси́м Серге́евич Кану́нников; Nyizsnyij Tagil, 1991. július 14. –) orosz válogatott labdarúgó.

## Sikerei, díjai
- Zenyit Szt. Petyerburg
  - Orosz kupa: 2010

## Fordítás
- Ez a szócikk részben vagy egészben  a   Maksim Kanunnikov című angol Wikipédia-szócikk fordításán alapul.  Az eredeti cikk szerkesztőit annak laptörténete sorolja fel. Ez a jelzés csupán a megfogalmazás eredetét és a szerzői jogokat jelzi, nem szolgál a cikkben szereplő információk forrásmegjelöléseként.